# AfE Turm
L'AfE-Turm était entre 1970 et 2014 un gratte-ciel de la ville de Francfort-sur-le-Main, en Allemagne. La tour a été démolie le 2 février 2014.
Elle se situait dans le quartier sud-ouest de Francfort, dans le campus de Bockenheim. La tour était en effet un bâtiment de l'université Goethe de Francfort. Elle abritait certains des bureaux de l'université. L'abréviation AfE signifie en allemand : Abteilung für Erziehungswissenschaft, département des sciences de l'éducation en français. 
La tour contenait 300 bureaux. Elle a été construite de 1970 à 1972. Elle était haute de 116 m et comportait 29 étages.

## Galerie de la démolition

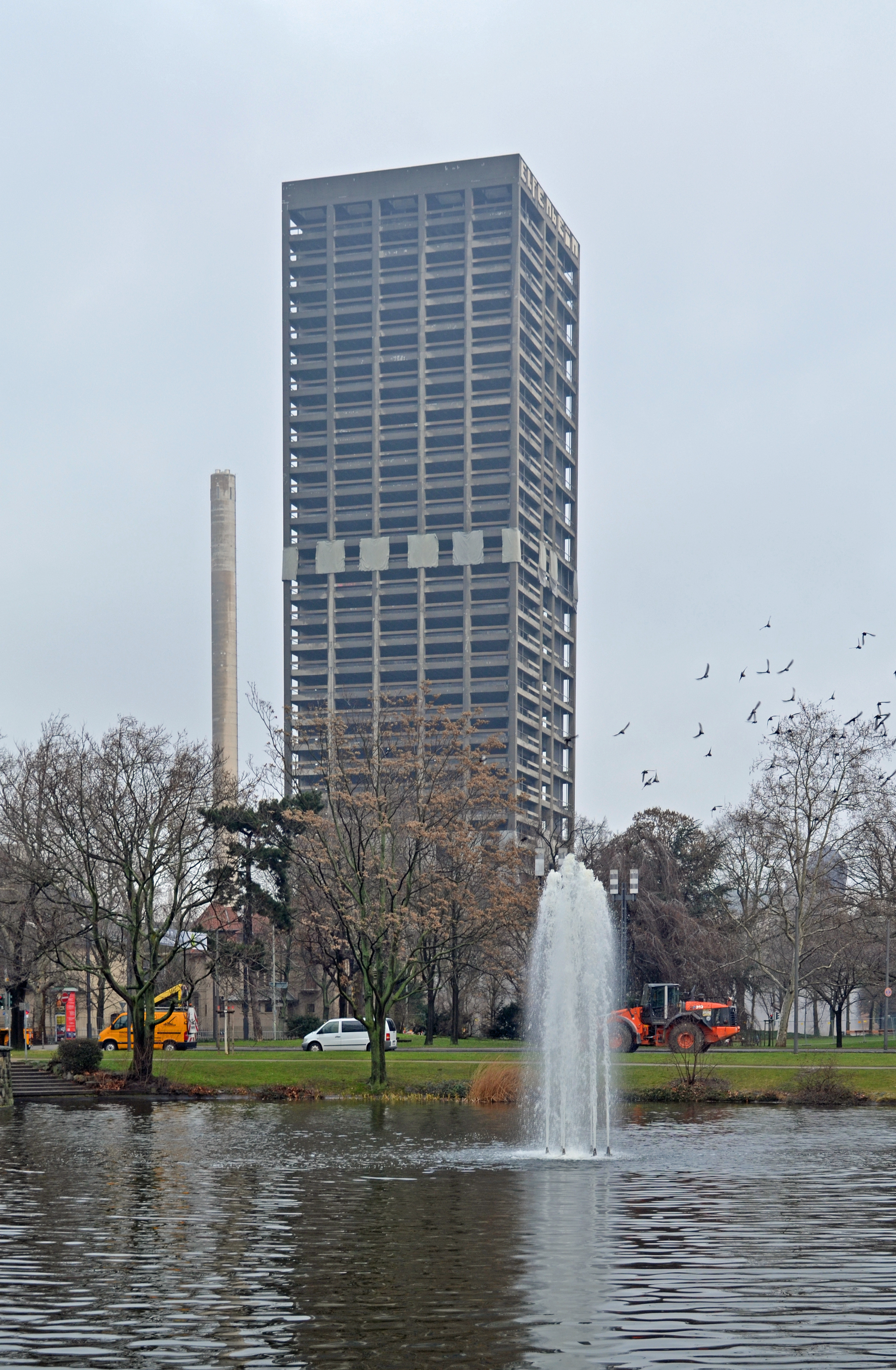
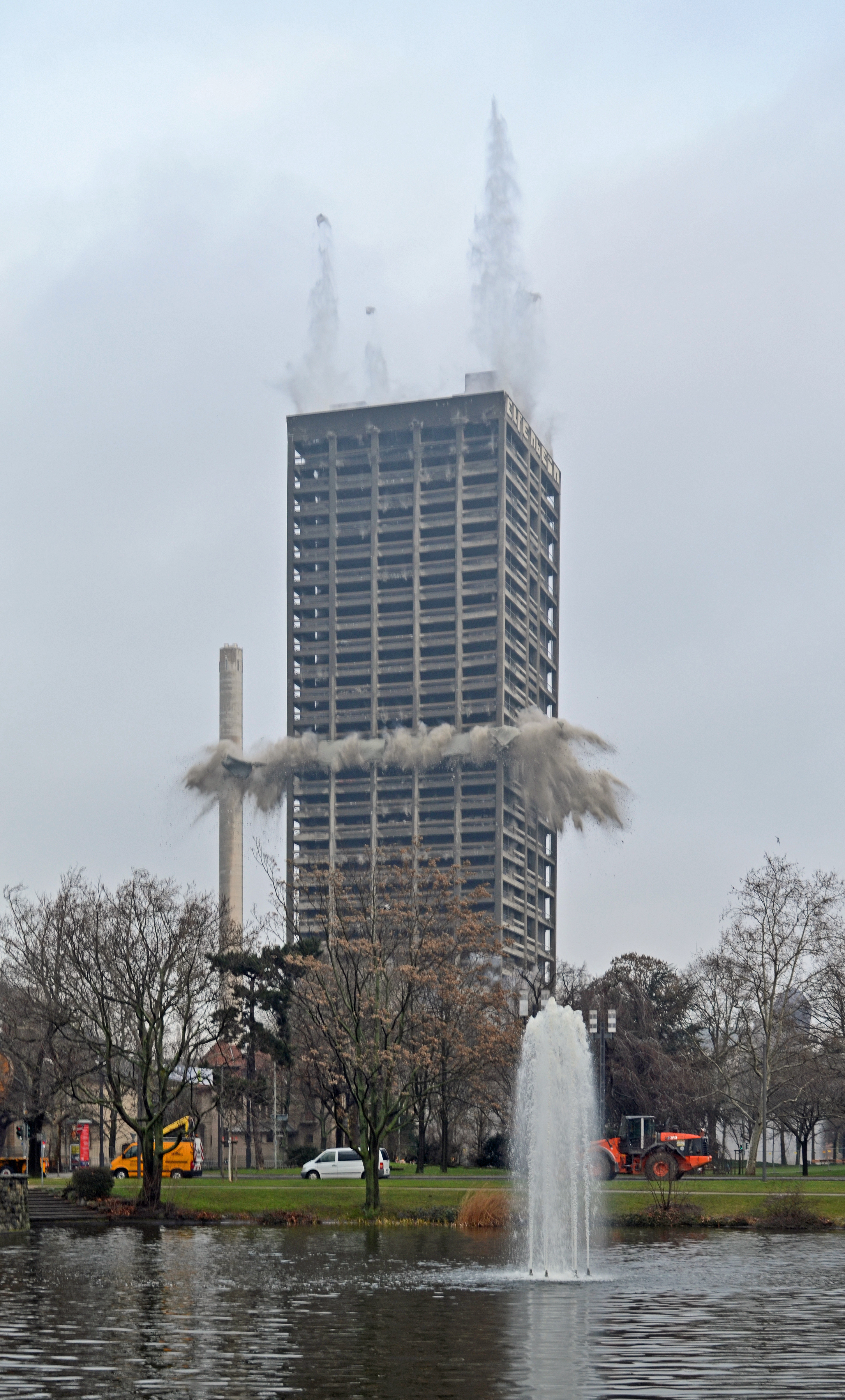
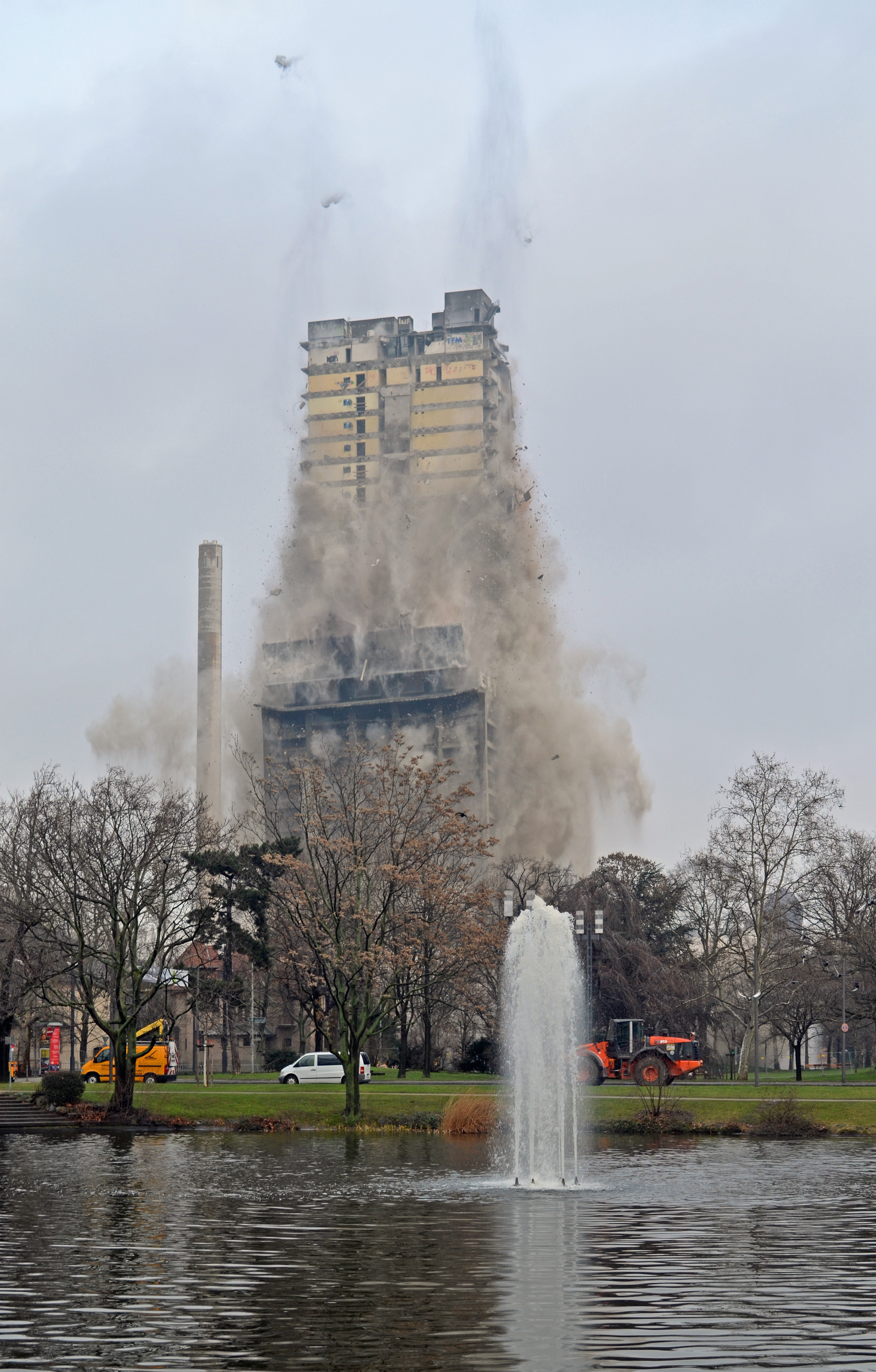
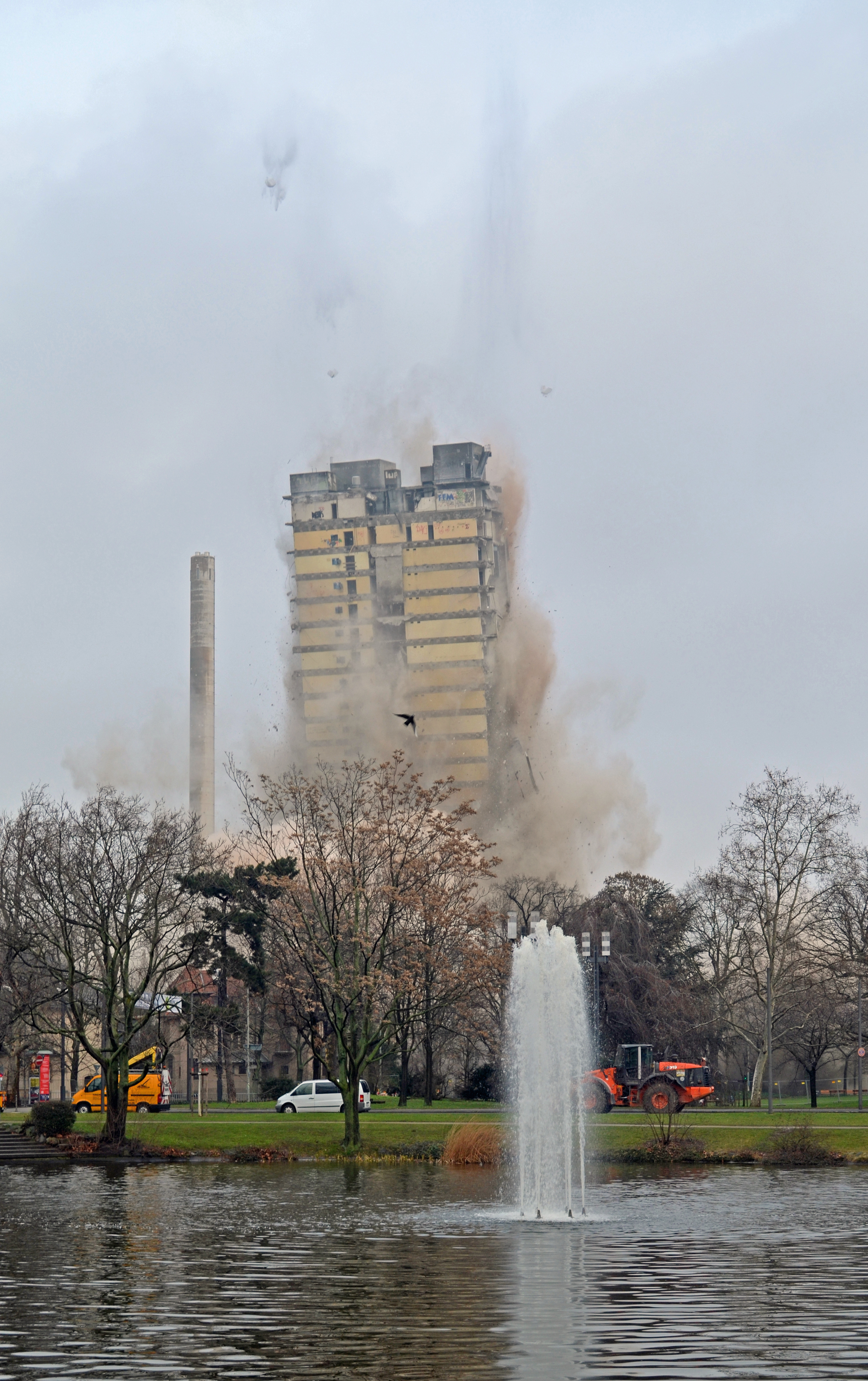
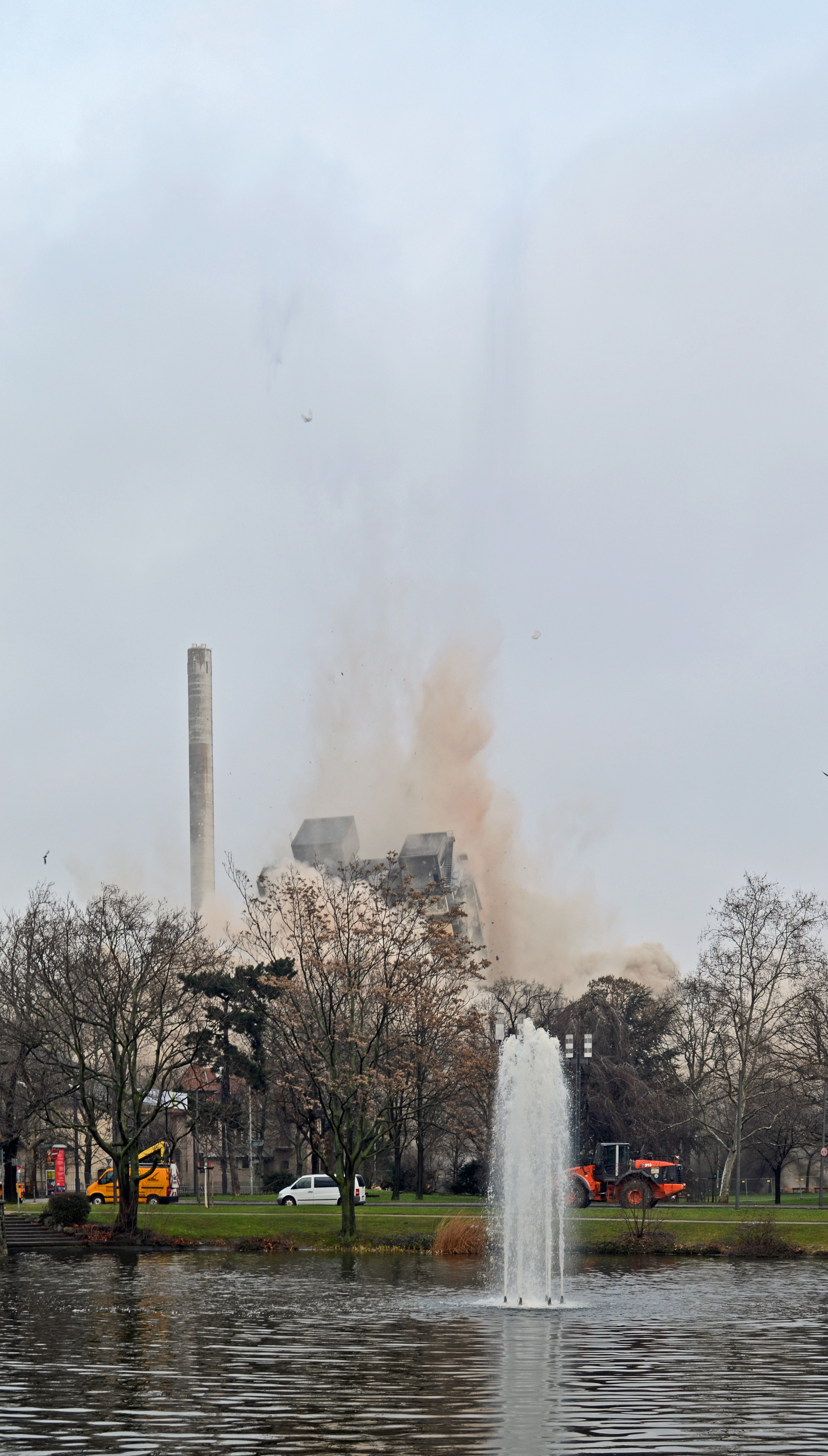
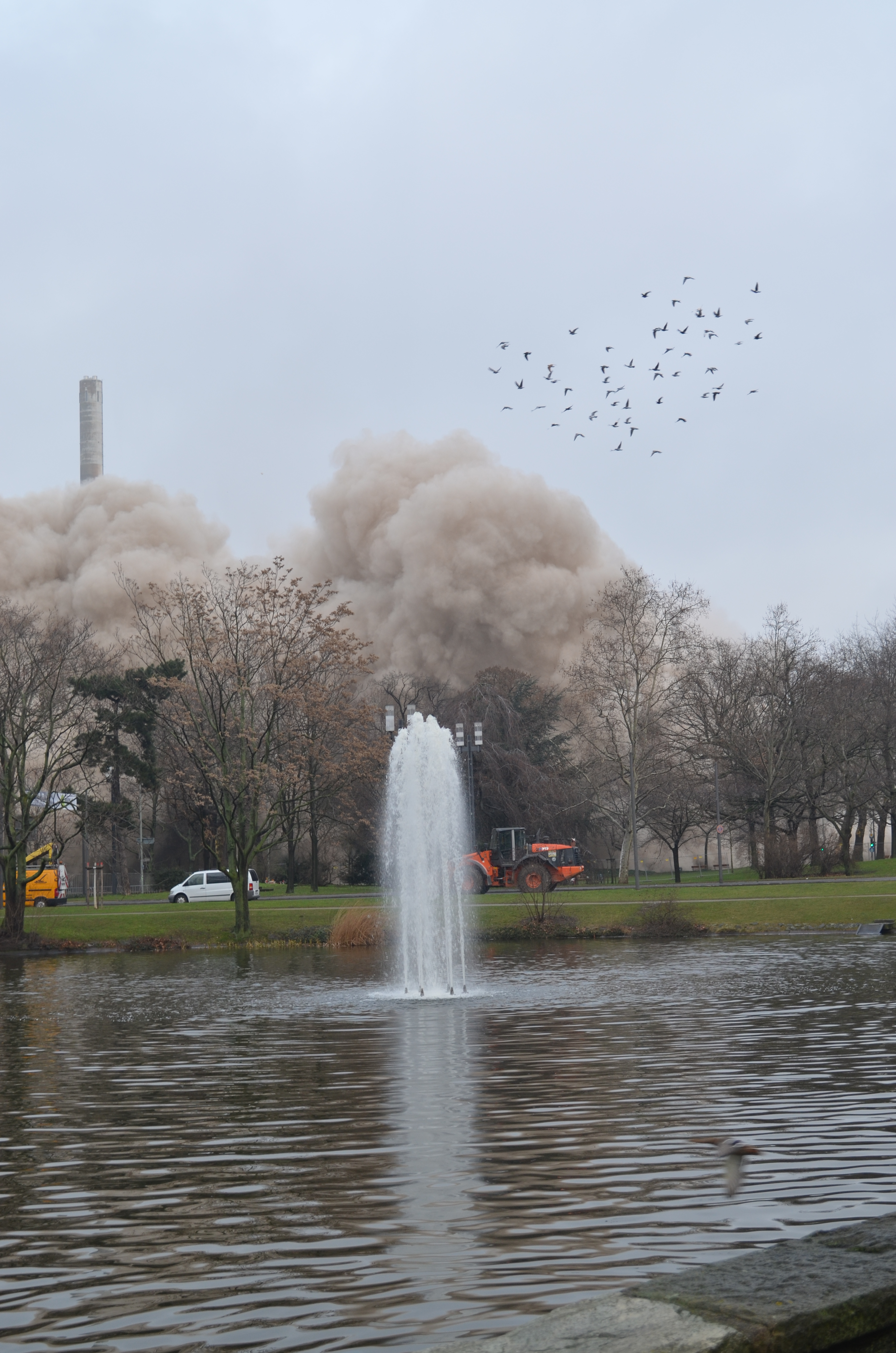
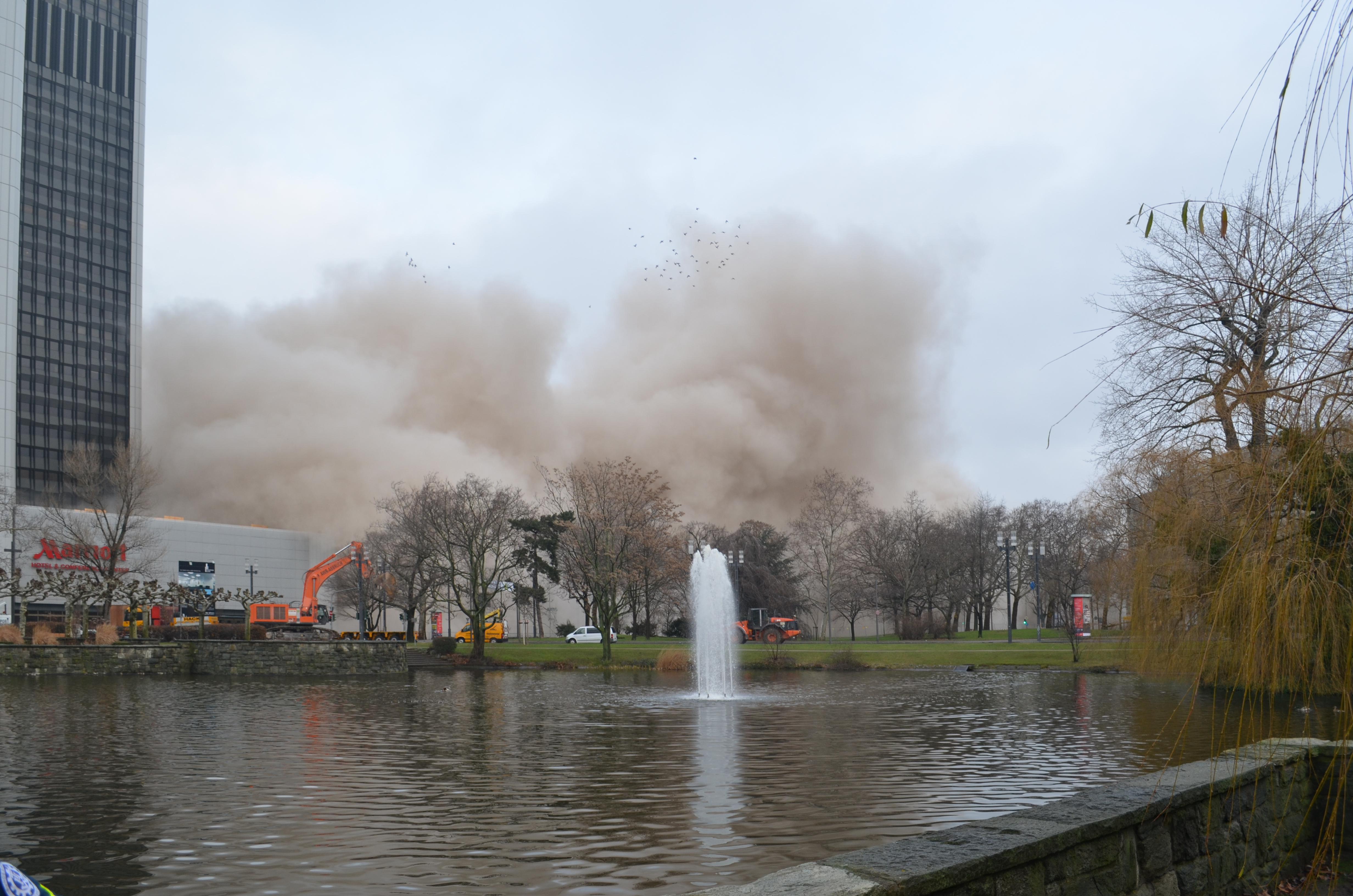